# Виступи опозиції в Грузії у 2007 році
Виступи опозиції в Грузії у 2007 році (Хай живе Грузія без президента Саакашвілі) — акції грузинської опозиції проти президента Саакашвілі, які тривали з 25 вересня по 7 листопада 2007 року. Серед вимог опозиції були: відставка президента Саакашвілі та проведення парламентських та президентських виборів. Акції закінчились розгоном опозиційного мітингу. Президент Саакашвілі ввів надзвичайний стан.

## Перебіг подій
25 вересня 2007 року екс-міністр оборони Грузії Іраклій Окруашвілі після презентації в Тбілісі свого політичного руху «За єдину Грузію» висунув ряд звинувачень в адресу президента М. Саакашвілі. Він звинуватив Саакашвілі у лобіюванні інтересів своєї родини при укладанні великих фінансових угод, підготовці вторгнення до Південної Осетії, у розробці плану розколу Грузинської православної церкви, а також у намірах ліквідувати бізнесмена Бадрі Патаркацішвілі.
27 вересня Окруашвілі було заарештовано в офісі свого руху у Тбілісі по звинуваченню у шантажі, відмиванні грошей, перебільшенні повноважень, а також у службовій розхлябаності під час перебування на посаді Міністра оборони. На допиті Окруашвілі відмовився від своїх слів та визнав себе винним у висунутих йому звинуваченнях. Він сказав, що намагався в такий спосіб отримати політичну підтримку

28 вересня перед приміщенням парламенту Грузії на проспекті Руставелі пройшов кількатисячний мітинг опозиції серед вимог якої були дострокові вибори президента та парламенту.
За деякими даними на мітинг зібралось близько 10 000 чоловік. Були присутні також представники опозиційних політичних організацій.
Представники опозиції ухвалили рішення створити загальний Народний рух, який «мирним шляхом» буде добиватися зміни влади у Грузії. Координувати рух мала рада, до котрої мали б увійти представники усіх опозиційних сил та який очолить один із лідерів опозиційної партії «Рух за єдину Грузію» Кока Гунцадзе.
До складу об'єднаної опозиції увійшли декілька великих опозиційних партій Грузії та малочислені політичні рухи.
29 вересня Саакашвілі відкинув усі звинувачення, які були висунуті проти нього Окруашвілі та заявив, що долю екс-міністра вирішуватиме суд. Крім того він пообіцяв відновити територіальну цілісність Грузії до осені 2008 року.
Після укладання процесуальної угоди Окруашвілі звільнили до суду під заставу 6 мільйонів доларів.
16 жовтня президент Грузії Міхеїл Саакашвілі виступив з ініціативою внести зміни до Конституції країни (серед яких і збільшення терміну роботи парламенту  та зниження прохідного бар'єру на виборах до парламенту з 7 до 5%)
17 жовтня об'єднана опозиція опублікувала маніфест, який визначав пріоритети опозиції у випадку приходу до влади.
28 жовтня у місті Зугдіді (Західна Грузія) пройшов мітинг опозиції, по завершенню якого були затримані чи постраждали декілька представників опозиційних сил.
2 листопада о 14: 00 біля приміщення парламенту в Тбілісі почався мітинг проти керівництва Грузії.
4 листопада президент Саакашвілі в ефірі грузинського телебачення відкинув головні вимоги опозиції і заявив, що має намір пройти на другий термін. Крім того він відмовився проводити вибори весною наступного року. Президент заявив, що опозиційні акції вигідні Росії та мають зв'язок з цією країною і назвав акцію "бездарною імітацією «революції троянд». При цьому він звернув увагу на те, що російські телеканали у прямому ефірі транслюють мітинг опозиції в Тбілісі.
Саакашвілі також висловив упевненість у тому, що до парламентських виборів восени 2008 року буде врегульовано один із територіальних конфліктів Грузії
5 листопада опозиція почала пікетування держустанов країни і висунула владі вимоги, серед яких були відставка президента Саакашвілі та проведення парламентських виборів у квітні 2008 року та звільнення «політв'язнів». Того ж дня у прямому ефірі на телеканалі «Імеді» з Мюнхена виступив скандальновідомий І. Окруашвілі. Він заявив, що висунуті ним звинувачення проти Саакашвілі та його оточення правда, тільки довести це у грузинському суді неможливо. У вівторок голова парламенту Ніно Бурджанадзе під час обговорення політичної ситуації в країні охарактеризувала Окруашвілі як скомпрометованого політика.
«Окруашвілі весь обвалявся у бруді, в який лише можне забруднитися людина», — додала вона. Бурджанадзе також висловила жаль, що Окруашвілі нещодавно був у лавах ініціаторів демократичних змін у Грузії та соратником Саакашвілі.
6 листопада біля парламенту Грузії не дивлячись на дощ зібралося близько 500 осіб.
7 листопада вранці після спроби мітингувальників силою перекрити рух на проспекті Руставелі поліція Грузії застосувала силу й розігнала мітинг. Спецназ застосовував газ та водомети. Поліцією було затримано одного з лідерів опозиції Г. Хаіндрава. Після виплати штрафу в розмірі близько 250 доларів його було звільнено. Ввечері Саакашвілі видав декрет про введення надзвичайного стану в Тбілісі, а до того звинуватив Росію у втручанні у внутрішні справи Грузії і що в країні сильно активізувалася служба зовнішньої розвідки Російської Федерації.
Після того, як правоохоронці розігнали опозиційний мітинг у медичні установи звернулися близько 250 осіб. Міністр охорони здоров'я Грузії Д. Ткаешелашвілі заявив, що їхньому життю нічого не загрожує, а витрати на лікування покриє держава.

## Позиція Росії
6 листопада Міністр закордонних справ Росії Сергій Лавров висловив занепокоєння тим, що відбувається у Грузії і відгукнувся на обвинувачення М. Саакашвілі на адресу Росії.

«Коментувати виступ цього політичного діяча мені, чесно кажучи, не хочеться. Я думаю, що фарс, який супроводжує дії грузинського керівництва зараз, очевидний для всіх. І тут навіть узагалі й додати нічого. Я переконаний, що грузинський народ вартий кращого майбутнього, і у цьому він може спиратися на підтримку Російської Федерації».

Разом із тим деякі російські телеканали заявили, що все, що відбувається в Грузії, є «диктатом США».

## Справа проти Саакашвілі
2 серпня 2014 року суд Грузії ухвалив рішення щодо утримання колишнього президента країни Міхеїла Саакашвілі під вартою до судового засідання, самого Саакашвілі на допиті не було. Прес-служба прокуратури повідомила, що справу було порушено через перевищення повноважень, придушення антиурядових протестів у листопаді 2007 року та "захоплення телеканалу «Імеді». Аналогичні звинувачення були також пред'явлені кільком соратникам Саакашвілі, які перебували на високих державних посадах у 2007 році.